# Passage des Primevères
Le passage des Primevères est une voie du 11e arrondissement de Paris, en France.

## Situation et accès
Le passage des Primevères est situé dans le 11e arrondissement de Paris. Il débute au 50, rue Saint-Sabin et se termine au 5, rue Nicolas-Appert.

## Origine du nom
Elle porte ce nom à cause des fleurs et des jardins qui s'y trouvaient.

## Historique
Cette voie est ouverte sous le nom d'« impasse des Lilas » avant de prendre la dénomination d'« impasse des Primevères », puis de « passage des Primevères » par arrêté du 10 novembre 1873. 
Elle est classée dans la voirie parisienne par arrêté préfectoral du 9 septembre 1988.